# Grafkapel familie de Loë Mheer

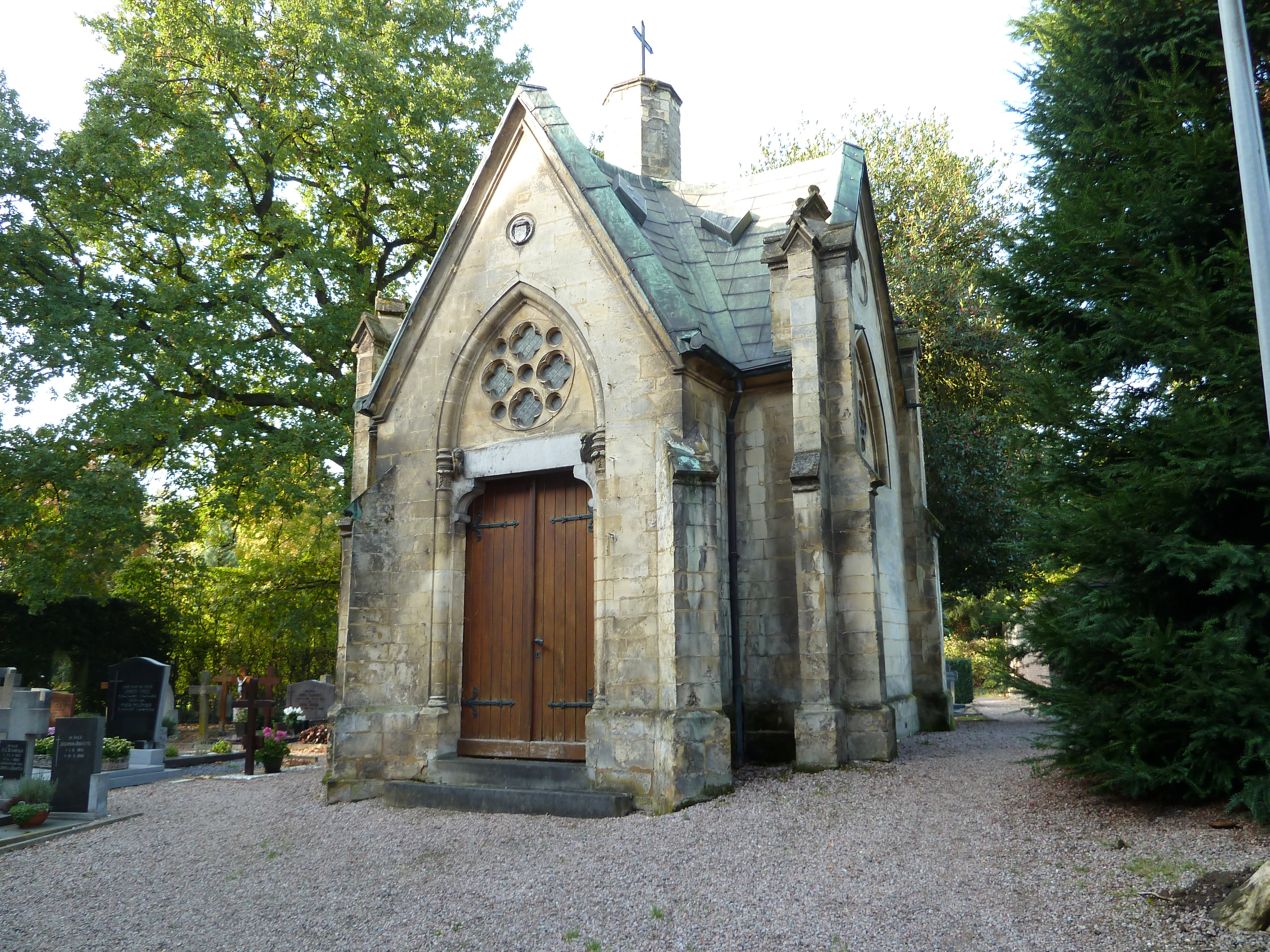
Grafkapel familie de Loë Mheer

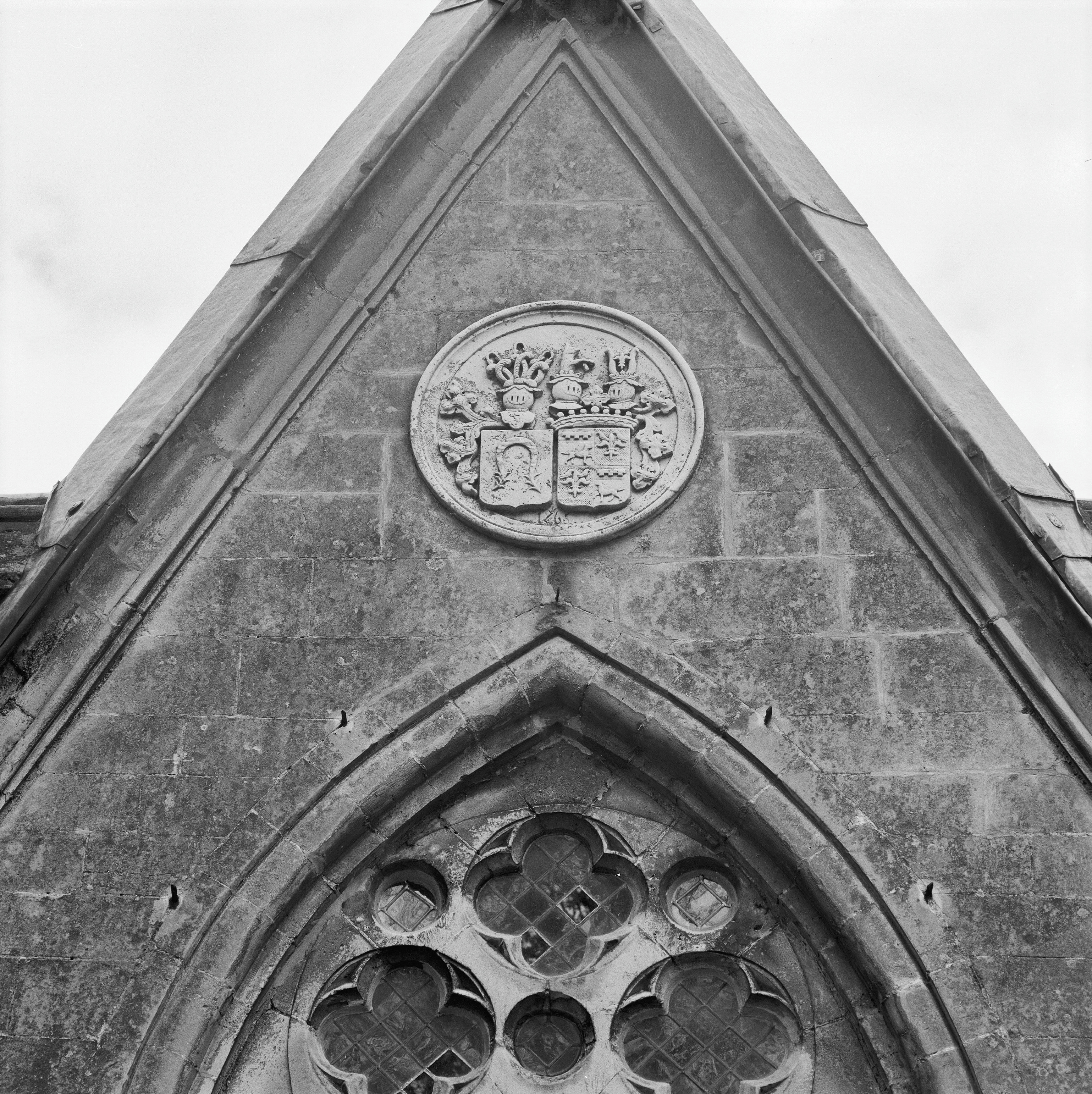
Gevelsteen met het wapen van de twee families

De grafkapel familie de Loë Mheer is een grafkapel in Mheer in de Nederlands Zuid-Limburgse gemeente Eijsden-Margraten. De kapel met mausoleum van de familie De Loë staat direct ten noorden van de Sint-Lambertuskerk in het dorp op het kerkhof. Op ongeveer 60 meter naar het westen staat het Kasteel van Mheer en op ongeveer 30 meter naar het noordoosten staat een Heilig Hartbeeld.

## Geschiedenis
In 1864-1865 werd de grafkapel ontworpen door architect Charles Weber. De bouw vond plaats in opdracht van Otto Napoleon baron de Loë die de grafkapel liet bouwen voor zijn tweede echtgenote Johanna Friederica Maria Antonetta Huberta Walburgia Gräfin Wolff-Metternich zur Gracht (1836-1864) die in 1864 was overleden.
Op 23 oktober 2006 werd de kapel ingeschreven in het rijksmonumentenregister.

## Bouwwerk
De mergelstenen grafkapel is opgetrokken in neogotische stijl op kruisvormig plattegrond. Het bouwwerk wordt gedekt door een kruisdak dat is uitgevoerd in koperen leien. Op de kruising van het dak staat een achtzijdige mergelstenen sokkel met daarop een kruis. De kapel heeft twee spitsboogvormige ingangen met dubbele toegangsdeur: een in het zuiden en een in het westen. Boven de ingangen bevinden zich een latei en daarboven (evenals in de twee blinde gevels) bevinden zich glas-in-loodramen met vierpassen en ronde passen. In de gevel boven de westelijke ingang bevindt zich een wapenplaquette met de wapens van de familie De Loë- Wolff Metternich. Op de hoeken van de gevels bevinden zich steunberen.
In de kapel voert achter de ingang een steile trap naar de crypte waarin de graven zich bevinden.
In het landschapspark rond het kasteel is er een doorzicht aangelegd met zicht vanuit het kasteel op de grafkapel.